# Царегородцев, Евгений Васильевич
Евгений Васильевич Царегоро́дцев (род. 3 февраля 1983, Хабаровск) — российский хоккеист, вратарь. Воспитанник хабаровского «Амура».
Чемпион Украины: сезон-2015/16, 2016/17.

## Биография
С 8 лет играет в хоккей, первый тренер Савчак Александр Васильевич.
В 14 лет переехал в Ярославль, где окончил среднюю школу, играл за молодёжную команду «Торпедо», а иногда подключали и к «Торпедо-2».
В сезоне 2000/2001 выступал за «Самородок».
В сезоне 2001/2002 выступал за «Амур-2».
В сезонах 2002/2003, 2003/2004 и 2004/2005 выступал за ТХК.
В сезоне 2005/2006 выступал за «Химик» (Воскресенск).
В сезоне 2007/2008 выступал за «Сибирь».
В 2008 году выступал за «Зауралье».
В сезонах 2008/2009 и 2009/2010 выступал за «Авангард».
В сезоне 2010/2011 выступал за «Автомобилист».
В сезоне 2011/2012 выступал за «Донбасс».
В сезоне 2012/2013 выступал за «Ладу».
В сентябре — ноябре 2013 выступал за «Стройгазмонтаж» (Российская товарищеская хоккейная лига).
В сезоне 2013/2014 (с ноября 2013) выступал за «Арлан». Команда стала серебряным призёром.
В сезоне 2014/2015 выступал за «Молот-Прикамье».
В сезоне 2015/2016 выступал за  «Донбасс». Чемпион Украины: сезон-2015/16 в соствае ХК «Донбасс».
В 2018 выступал за команду «Автоматика (Поморский хоккейный клуб 2014)», Польша.
С 2019 игрок клуба «Пучсерда», Испанская хоккейная суперлига.

## Статистика
| 1999-00 | Торпедо-2 Яр   | ПЛ   | 4  | — | — | — | — | — | — | —  | —   | 6   | — | —    | —    | — | — | — | — | — | — | — | —   | —  | — | —    | —    |
| 2000-01 | Самородок      | ПЛ   | 37 | — | — | — | — | — | — | 10 | —   | 128 | — | 3.46 | —    | — | — | — | — | — | — | — | —   | —  | — | —    | —    |
| 2001-02 | Амур-2         | ПЛ   | 1  | — | — | — | — | — | — | —  | —   | 6   | — | —    | —    | — | — | — | — | — | — | — | —   | —  | — | —    | —    |
| 2002-03 | «ТХК» Тверь    | ВЛ   | 31 | — | — | — | — | — | — | 12 | —   | 82  | — | 2.93 | —    | — | — | — | — | — | — | — | —   | —  | — | —    | —    |
| 2003-04 | «ТХК» Тверь    | ВЛ   | 19 | — | — | — | — | — | — | 10 | —   | 46  | — | 2.97 | —    | — | — | — | — | — | — | — | —   | —  | — | —    | —    |
| 2004-05 | «ТХК» Тверь    | ПЛ   | —  | — | — | — | — | — | — | —  | —   | —   | — | —    | —    | — | — | — | — | — | — | — | —   | —  | — | —    | —    |
| 2005-06 | Химик В        | ВЛ   | 5  | — | — | — | — | — | — | —  | —   | 6   | — | 1.97 | —    | 2 | — | — | — | — | — | — | —   | 4  | — | 2.23 | —    |
| 2006-07 | Сибирь         | СЛ   | —  | — | — | — | — | — | — | —  | —   | —   | — | —    | —    | — | — | — | — | — | — | — | —   | —  | — | —    | —    |
| 2007-08 | Сибирь-2       | ПЛ   | 10 | — | — | — | — | — | — | —  | —   | —   | — | —    | —    | — | — | — | — | — | — | — | —   | —  | — | —    | —    |
| 2007-08 | Сибирь         | СЛ   | 13 | — | — | — | — | 1 | 1 | —  | 634 | 22  | 1 | 2.08 | .931 | — | — | — | — | — | — | — | —   | —  | — | —    | —    |
| 2008-09 | Зауралье       | ВЛ   | 4  | — | — | — | — | — | — | —  | —   | —   | — | 2.02 | —    | — | — | — | — | — | — | — | —   | —  | — | —    | —    |
| 2008-09 | Авангард       | КХЛ  | 6  | 2 | 2 | 1 | 0 | 0 | 0 | 2  | 306 | 11  | 0 | 2.16 | .909 | 3 | 1 | 1 | 0 | 0 | 0 | 0 | 191 | 10 | 1 | 3.14 | .898 |
| 2009-10 | Авангард       | КХЛ  | 13 | 5 | 3 | 4 | 0 | 0 | 0 | 0  | 707 | 24  | 0 | 2.04 | .924 | 1 | 0 | 0 | 0 | 0 | 0 | 0 | 20  | 1  | 0 | 3    | .857 |
| 2010-11 | Автомобилист   | КХЛ  | 19 |   |   |   |   |   |   |    |     |     |   |      |      | — | — | — | — | — | — | — | —   | —  | — | —    | —    |
| 2011-12 | Донбасс        | ВХЛ  | 29 |   |   |   |   |   |   |    |     |     |   |      |      | 4 |   |   |   |   |   |   |     |    |   |      |      |
| 2012-13 | Лада           | ВХЛ  | 13 |   |   |   |   |   |   |    |     |     |   |      |      | 1 |   |   |   |   |   |   |     |    |   |      |      |
| 2013    | Стройгазмонтаж | РТХЛ | 5  |   |   |   |   |   |   |    |     |     |   |      |      |   |   |   |   |   |   |   |     |    |   |      |      |
| 2013-14 | Арлан          | КХЛ  | 14 |   |   |   |   |   |   |    |     |     |   |      |      | 3 |   |   |   |   |   |   |     |    |   |      |      |
| 2014-15 | Молот-Прикамье | ВХЛ  | 25 |   |   |   |   |   |   |    |     |     |   |      |      | 0 |   |   |   |   |   |   |     |    |   |      |      |
| 2015-16 | Донбасс        | ХЭЛ  | 18 |   |   |   |   |   |   |    |     |     |   |      |      | 7 |   |   |   |   |   |   |     |    |   |      |      |
| 2016-17 | Донбасс        | ХЭЛ  | 19 |   |   |   |   |   |   |    |     |     |   |      |      | 3 |   |   |   |   |   |   |     |    |   |      |      |